# V358 Большого Пса
V358 Большого Пса (лат. V358 Canis Majoris) — одиночная переменная звезда в созвездии Большого Пса на расстоянии (вычисленном из значения параллакса) приблизительно 52437 световых лет (около 16077 парсеков) от Солнца. Видимая звёздная величина звезды — от +14m до +13,9m.

## Характеристики
V358 Большого Пса — эруптивная переменная звезда Вольфа — Райе (WR:) спектрального класса WN4/WC.